# Paradise (2015)
Paradise (Originaltitel: Ma dar Behesht) ist das Langspielfilmdebüt des iranischen Filmregisseurs Sina Ataeian Dena. Die iranisch-deutsche Co-Produktion feierte 2015 im Hauptwettbewerb des 68. Festival del film Locarno seine Weltpremiere. Das Drama ist eine Gesellschaftsstudie und handelt von einer jungen Frau im heutigen Teheran, die als Lehrerin an einer Mädchenschule in der Vorstadt arbeitet und in Folge der alltäglich erlebten unterschwelligen, strukturellen Gewalt zunehmend lethargisch wird.

## Handlung
Die 25-jährige Hanieh lebt im Haushalt ihrer verheirateten Schwester in Teheran und ist Lehrerin an einer Mädchenschule in einem ärmlichen Vorort. Jeden Morgen hüllt sich Hanieh in ihren großen, schwarzen Hidschab und pendelt lange und zermürbende Wege zur Arbeit. Hier werden die Mädchen mit eiserner Disziplin und nach restriktiver Auslegung des Islams erzogen. Auch Hanieh muss sich dem strengen Verhaltenskodex beugen. Die junge Frau versucht an eine Schule in der Stadt versetzt zu werden, doch ihr Antrag steckt irgendwo in endlosen bürokratischen Kanälen fest. Auch ihre Schule unterstützt sie in ihren Bemühungen unzureichend, da diese schwerwiegendere Probleme hat: zwei Schülerinnen werden vermisst, die vermutlich Opfer eines Verbrechens geworden sind. Zunehmend erschöpft von ihrem lähmenden Alltag und der zweischneidigen Realität, mit der sie stets konfrontiert ist, unternimmt sie kleine Versuche aus dem Kreislauf der unsichtbaren Gewalt auszubrechen, doch ist sie sich der Rolle, die sie selbst in diesem Zyklus spielt, nicht bewusst.

## Produktion
Der Film ist eine Bon Voyage Films und Sina Dena Films Produktion der Produzenten Youssef Panahi, Amir Hamz und Sina Ataeian Dena.
Paradise ist der erste abendfüllende Spielfilm von Sina Ataeian Dena, der auch für das Drehbuch verantwortlich ist und den Film koproduziert hat.
Der Dreh im Iran erstreckte sich über einen Zeitraum von drei Jahren, da das Projekt keine offizielle Dreherlaubnis erhielt und keine finanzielle Unterstützung von staatlicher Seite. Dadurch waren die Bedingungen extrem erschwert und das Filmteam musste teilweise kreative Lösungen finden, um genau die Bilder zu bekommen, die es brauchte. So wurde beispielsweise in etlichen Bildern auf digitale visuelle Effekte zurückgegriffen. Der Ton war wegen der erschwerten Drehbedingungen größtenteils unbrauchbar und wurde in der Postproduktion in Deutschland unter Supervision von Martin Steyer von dem Sound Designer Lajos Wienkamp und dem Sound Mixer Gregor Bonse rekonstruiert.
Der Film ist überwiegend mit bekannten iranischen Schauspielern besetzt bis in die kleinsten Rollen, für die Hauptdarstellerin Dorna Dibaj war es jedoch die erste Filmrolle. Sie unterrichtete ein Jahr ehrenamtlich an einer Mädchenschule in einem Vorort Teherans, um sich auf die Rolle vorzubereiten. Auch der Kameramann Payam Sadegh und der Sound Recorder Human Maleki arbeiteten für Paradise erstmals in Film.

## Kritik
„… der Regiedebütant Sina Ataeian Dena beweist, dass in seiner iranischen Heimat mit die interessantesten Werke unserer Zeit entstehen… Es ist eine beeindruckend subtile, desillusionierte Darstellung eines verlogenen Systems, in dem durch staatliche Willkür das Grauenhafte zur Realität wird.“
Neue Zürcher Zeitung, 10. August 2015
„In Paradise verfolgt Regisseur Sina Ataeian Dena mit bezwingender Lakonie die Suche einer jungen Lehrerin nach ihrem Platz im Leben und spiegelt in der – ohne Erlaubnis der iranischen Behörden realisierten – Erzählung geschickt den Alltag in Teheran.“
Zeit online, 14. August 2015
„Für die Emanzipation einer Frau in einer patriarchalischen Gesellschaft findet er immer wieder überraschende, mitunter bizarre Bilder.“
Frankfurter Allgemeine Zeitung, 17. August 2015

## Festivals & Auszeichnungen
- Paradise war für den Goldenen Leoparden beim 68. Filmfestival Locarno nominiert und erhielt hier den Preis der Ökumenischen Jury sowie den Swatch Art Peace Hotel Award.

- Auf dem 15. Internationalen Filmfestival Marrakech erhielt Paradise den Preis der Jury.

Paradise war 2015/16 in der offiziellen Auswahl etlicher internationaler Film Festivals und für viele Preise nominiert, unter anderem:
- 26th Singapore International Film Festival: nominiert für den Silver Screen Award
- 16. Filmfest Hamburg: nominiert für den NDR Nachwuchspreis
- 38th Festival des 3 films Nantes: nominiert für die Goldene Montgolfiere
- International Film Festival Rotterdam: nominiert für den Bright Future Award
- 16. Viennale
- 21st Busan International Film Festival
- Vancouver International Film Festival
- 11. Zürich Film Festival
- 39th Sao Paulo International Film Festival: nominiert für den New Filmmakers Award
- Seville European Film Festival: nominiert für den New Wave Award
- 10. Around the world in 14 films Festival
- 29th AFI Fest Los Angeles
- 38th Göteborg Film Festival
- 15th Istanbul Indépendant Film Festival: nominiert für den Inspire Award